# Гацуоло
Гацуоло или Гадзуоло (на италиански: Gazzuolo, Gasöl) е град (comune) с 2377 жители (на 31 юли 2014) в провинция Мантуа в Ломбардия, Италия. Намира се на ок. 19,5 km югозападно от Мантуа.
Фамилията Гонзага има тук един палат.